# Frankie Darro
Frankie Darro (Chicago, Illinois (États-Unis), 22 décembre 1917 – Huntington Beach (Californie), 25 décembre 1976), est un acteur américain.

## Filmographie
- 1924 : The Judgment of the Storm de Del Andrews : Heath Twin
- 1924 : Half-a-Dollar Bill  de W.S. Van Dyke: Half-a-Dollar Bill
- 1924 : Le Veilleur du rail (The Signal Tower) de Clarence Brown : Sonny Tolliver
- 1924 : Racing for Life (en) de Henry MacRae : Jimmy Danton
- 1924 : Roaring Rails (en) de Tom Forman : Little Bill
- 1924 : Mon grand (film, 1924) (So Big) de Charles Brabin : Dirk DeJong (child)
- 1925 : Women and Gold (en)de James P. Hogan : Dan Barclay Jr.
- 1925 : The Fearless Lover (en) de Scott R. Dunlap et Henry MacRae : Frankie
- 1925 : Her Husband's Secret de Frank Lloyd : Young Elliot Owen
- 1925 : Les Confessions d'une reine (Confessions of a Queen) de Victor Sjöström : Prince Zara
- 1925 : Fighting the Flames (en) de B. Reeves Eason : Mickey
- 1925 : The Phantom Express de John G. Adolfi : Daddles
- 1925 : Let's Go Gallagher (en) de Robert De Lacey (en) : Little Joey
- 1925 : Wandering Footsteps (en) de Phil Rosen : Billy
- 1925 : The Wyoming Wildcat (en) de Robert De Lacey (en) : Barnie Finn
- 1925 : The People vs. Nancy Preston (en) de Tom Forman : Bubsy
- 1925 : The Midnight Flyer de George Marshall : Young Davey
- 1925 : The Cowboy Musketeer (en) de Robert De Lacey (en) : Billy
- 1926 : Mike (en) de Marshall Neilan : Boy
- 1926 : Born to Battle de Robert De Lacey (en) : Birdie
- 1926 : Memory Lane (en) de John M. Stahl : Urchin
- 1926 : The Thrill Hunter (en) d'Eugene De Rue : Boy Prince
- 1926 : The Arizona Streak (en) de Robert De Lacey (en) : Mike
- 1926 : Kiki de Clarence Brown : Pierre
- 1926 : Wild to Go (en) de Robert De Lacey (en) : Frankie Blake
- 1926 : The Masquerade Bandit (en) de Robert De Lacey (en) : Tim Marble
- 1926 : Hearts and Spangles (en) de Frank O'Connor : Bobby
- 1926 : The Cowboy Cop (en) de Robert De Lacey (en) : Frankie
- 1926 : The Carnival Girl (en) de Cullen Tate : Her Brother
- 1926 : Tom and His Pals (en) de Robert De Lacey (en) : Frankie Smith
- 1926 : Out of the West (en) de Robert De Lacey (en) : Frankie
- 1926 : Red Hot Hoofs (en) de Robert De Lacey (en) : Frankie Buckley
- 1927 : Her Father Said No : Matt Doe
- 1927 : Lightning Lariats : Alexis, King of Roxenburg
- 1927 : Moulders of Men : Sandy Barry
- 1927 : Sa dernière culotte (Long Pants) de Frank Capra : Young Harry Shelby
- 1927 : Cyclone of the Range : Frankie Butler
- 1927 : Tom's Gang : Spuds
- 1927 : Judgment of the Hills : Tad Dennison
- 1927 : The Flying U Ranch (en) de Robert De Lacey (en) : Chip Jr
- 1927 :  The Desert Pirate (en) de James Dugan (en) : Jimmy Rand
- 1927 : Little Mickey Grogan : Mickey Grogan
- 1928 : When the Law Rides (en) de Robert De Lacey (en) : Frankie Ross
- 1928 : Phantom of the Range : Spuds O'Brien
- 1928 : The Texas Tornado (en) de Frank Howard Clark : Buddy Martin
- 1928 : Terror Mountain : Buddy Roberts
- 1928 : The Avenging Rider (en) de Sam Nelson : Frankie Sheridan
- 1928 : Le Gosse du cirque (The Circus Kid) de George B. Seitz : Buddy
- 1928 : Tyrant of Red Gulch : Tip
- 1929 : Trail of the Horse Thieves : Buddy
- 1929 : Gun Law : Buster Brown
- 1929 : Idaho Red : Tadpole
- 1929 : Amour vainqueur (The Rainbow Man) de Fred C. Newmeyer : Billy Ryan
- 1929 : The Pride of Pawnee : Jerry Wilson
- 1929 : Blaze o' Glory : Jean Williams
- 1931 : L'Ennemi public (film, 1931) (The Public Enemy) de William A. Wellman : Matt as a boy
- 1931 : The Vanishing Legion de Ford Beebe : Jimmie Williams
- 1931 : La Faute de Madelon Claudet (The Sin of Madelon Claudet) de Edgar Selwyn : Larry Claudet, as a Boy
- 1931 : The Lightning Warrior (en) de Benjamin H. Kline et Armand Schaefer : Jimmy Carter
- 1931 : Le Génie fou (The Mad Genius) de Michael Curtiz : Fedor as a Boy
- 1931 : The Cheyenne Cyclone : Orphan McGuire
- 1932 : Way Back Home de William A. Seiter : Robbie
- 1932 : Papa amateur (Amateur Daddy) de John G. Blystone : Pete Smith
- 1932 : Une allumette pour trois (Three on a Match) de Mervyn LeRoy : Bobby
- 1932 : Apache, cheval de la mort (en) (The Devil Horse) d'Otto Brower : The Wild Boy
- 1933 : The Mayor of Hell : James 'Jimmy' Smith
- 1933 : Laughing at Life : Chango
- 1933 : Tugboat Annie de Mervyn LeRoy : Alec, as a Child
- 1933 : Hollywood on Parade No. B-1 : Telegram Messenger
- 1933 : Les Enfants de la crise (Wild Boys of the Road) de William A. Wellman : Edward 'Eddie' Smith
- 1933 : The Wolf Dog : Frank Courtney
- 1933 : The Big Race de Fred C. Newmeyer : Jockey
- 1934 : Comme les grands (No Greater Glory) de Frank Borzage : Feri Ats
- 1934 : The Merry Frinks : Norman Frink
- 1934 : Burn 'Em Up Barnes (en) de Colbert Clark et Armand Schaefer : Bobbie Riley
- 1934 : La Course de Broadway Bill (Broadway Bill) de Frank Capra : Ted Williams
- 1934 : Little Men de Phil Rosen : Dan
- 1934 : Burn 'Em Up Barnes (en) de Colbert Clark et Armand Schaefer : Bobbie
- 1935 : La Reine de l'empire fantôme (The Phantom Empire) d'Otto Brower : Frankie Baxter
- 1935 : Unwelcome Stranger : Charlie Anderson
- 1935 : Bureau des épaves (Stranded) de Frank Borzage : James 'Jimmy' Rivers
- 1935 : Men of Action : The engineer's friend
- 1935 : Valley of Wanted Men : Slivers Sanderson
- 1935 : Cinquante mille dollars morte ou vive (Three Kids and a Queen) d'Edward Ludwig : Blackie
- 1935 : Red Hot Tires (en) de D. Ross Lederman : Johnny
- 1935 : The Payoff (en) de Robert Florey : Jimmy Moore
- 1936 : Black Gold : Clifford 'Fishtail' O'Reilly
- 1936 : Mon ex-femme détective (The Ex-Mrs. Bradford) de Stephen Roberts : Spike Salisbury
- 1936 : Un poing… c'est tout ! (Born to Fight) de Charles Hutchison : 'Baby Face' Madison
- 1936 : Charlie Chan aux courses (Charlie Chan at the Race Track) de H. Bruce Humberstone : 'Tip' Collins, Jockey
- 1936 : Racing Blood (en) de Victor Halperin : Frankie Reynolds
- 1936 : Mind Your Own Business : Bob
- 1937 : The Devil Diamond : Lee
- 1937 : Headline Crasher : James ("Jimmy") Forbush Tallant, Jr.
- 1937 : Tough to Handle : Mike
- 1937 : Un jour aux courses (A Day at the Races) de Sam Wood : Morgan's jockey
- 1937 : Anything for a Thrill : Dan Mallory
- 1937 : Saratoga de Jack Conway : Jockey Dixie Gordon
- 1937 : Le Jockey rouge (Thoroughbreds Don't Cry) d'Alfred E. Green : 'Dink' Reid
- 1937 : Young Dynamite (en) de Leslie Goodwins : Freddie Shields
- 1938 : Reformatory : Louie Miller
- 1938 : Bill Hickok le sauvage (The Great Adventures of Wild Bill Hickok) : Jerry, aka Little Brave Heart
- 1938 : Juvenile Court de D. Ross Lederman : Fred 'Stubby' Adams
- 1938 : Wanted by the Police : Danny Murphy
- 1938 : Tough Kid : 'Skipper' Murphy
- 1939 : Boys' Reformatory : Tommy Ryan
- 1939 : Irish Luck : Buzzy O'Brien
- 1940 : Chasing Trouble : Frankie 'Cupid' O'Brien
- 1940 : La Merveilleuse aventure de Pinocchio (Pinocchio) : Lampwick (voix)
- 1940 : On the Spot (en) : Frankie Kelly
- 1940 : L'Amérique l'a échappé belle (Laughing at Danger) de James W. Horne : Frankie Kelly
- 1940 : In the Air (Up in the Air) de Jason Reitman : Frankie Ryan
- 1941 : You're Out of Luck : Frankie O'Reilly
- 1941 : The Gang's All Here (en) de Jean Yarbrough : Frankie
- 1941 : Let's Go Collegiate : Frankie
- 1941 : Tuxedo Junction (en) : Jack 'Sock' Anderson
- 1942 : Junior G-Men of the Air : Jack
- 1946 : Junior Prom : Roy Donne
- 1946 : Freddie Steps Out (en) : Roy Donne
- 1946 : Chick Carter, Detective : Creeper, thug [Ch.2,5,9,10,13]
- 1946 : High School Hero (en) d'Arthur Dreifuss : Roy
- 1947 : Vacation Days : Roy Donne
- 1947 : Sarge Goes to College : Roy Donne
- 1947 : Le Bébé de mon mari (That's My Man) de Frank Borzage : Jockey
- 1948 : Smart Politics : Roy
- 1948 : Angels' Alley : Jimmy
- 1948 : Heart of Virginia : Jimmy Easter
- 1948 : L'Homme le plus aimé (The Babe Ruth Story) de Roy Del Ruth : Newsboy
- 1948 : Trouble Makers : Ben Feathers
- 1949 : Fighting Fools : Johnny Higgins
- 1949 : Hold That Baby! : Bananas Stewart
- 1949 : Sons of New Mexico : Gig Jackson
- 1950 : Jour de chance (Riding High) de Frank Capra : Jockey Williams
- 1950 : La Voix que vous allez entendre (The Next Voice You Hear...) de William A. Wellman : Newsboy
- 1950 : Ma vie à moi (A Life of Her Own) : Bellboy
- 1950 : Dangereuse Mission (Wyoming Mail) de Reginald Le Borg : Rufe
- 1951 : The Pride of Maryland
- 1951 : Au-delà du Missouri (Across the Wide Missouri) de William A. Wellman : Cadet
- 1951 : Convoi de femmes (Westward the Women)  de William A. Wellman : Jean's Awaiting Groom
- 1952 : The Sellout : Little Jake
- 1952 : Mademoiselle gagne tout (Pat and Mike) de George Cukor : Caddie
- 1954 : Racing Blood (en) de Wesley Barry : Ben, a Jockey
- 1954 : The Lawless Rider : Jim Bascom
- 1954 : C'est pas une vie, Jerry (Living It Up) de Norman Taurog : Bellboy Captain
- 1956 : Planète interdite (Forbidden Planet) de Fred M. Wilcox : Robby the Robot
- 1956 : Les Dix Commandements (The Ten Commandments) de Cecil B. DeMille : Slave
- 1958 : Vacances à Paris (The Perfect Furlough) de Blake Edwards : Soldier in Hospital in Cast
- 1959 : Opération jupons (Operation Petticoat) de Blake Edwards : Pharmacist Mate Dooley
- 1964 : Les Ambitieux (The Carpetbaggers) d'Edward Dmytryk : Bellhop
- 1964 : Jerry chez les cinoques (The Disorderly Orderly) de  Frank Tashlin
- 1969 : Cramponne-toi, Jerry (Hook, Line & Sinker) de George Marshall
- 1974 : The Girl on the Late, Late Show (TV) : Studio Guard
- 1975 : Fugitive Lovers : Lester, town drunk